# Pinheiros (barrio de São Paulo)
Pinheiros es un barrio ubicado en la zona oeste de la ciudad de São Paulo, Brasil. Administrativamente se encuentra en el distrito homónimo y pertenece a la subprefectura de Pinheiros. 
El barrio empezó a existir en el siglo XVI a partir de un asentamiento a orillas del río Pinheiros fundado por el padre José de Anchieta en 1560.  Junto con la villa de São Miguel Paulista, este asentamiento fue uno de los dos únicos núcleos poblados de origen portugués que consiguieron prosperar en la región. Al encontrarse en la confluencia del río con un antiguo camino indígena, se convirtió en un punto de paso del camino oeste desde la ciudad de Sao Paulo hacia el interior de la entonces capitanía de San Vicente. En 1757, la aldea fue elevada a la categoría de villa por provisión real de José I. El crecimiento de la villa empezó a darse de manera más sostenida en el siglo XIX.
En la actualidad el barrio posee tres estaciones del metro: Pinheiros, Faria Lima ubicada en la Avenida Brigadeiro Faria Lima junto al Largo da Batata y la Estación Fradique Coutinho.